# Brewster Aeronautical Corporation
Brewster Aeronautical Corporation – amerykańska wytwórnia sprzętu lotniczego i samolotów działająca w latach 30. i 40. XX wieku.

## Historia

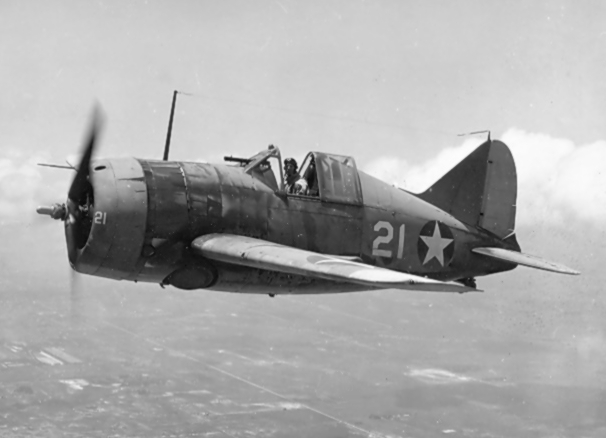
Brewster F2A Buffalo

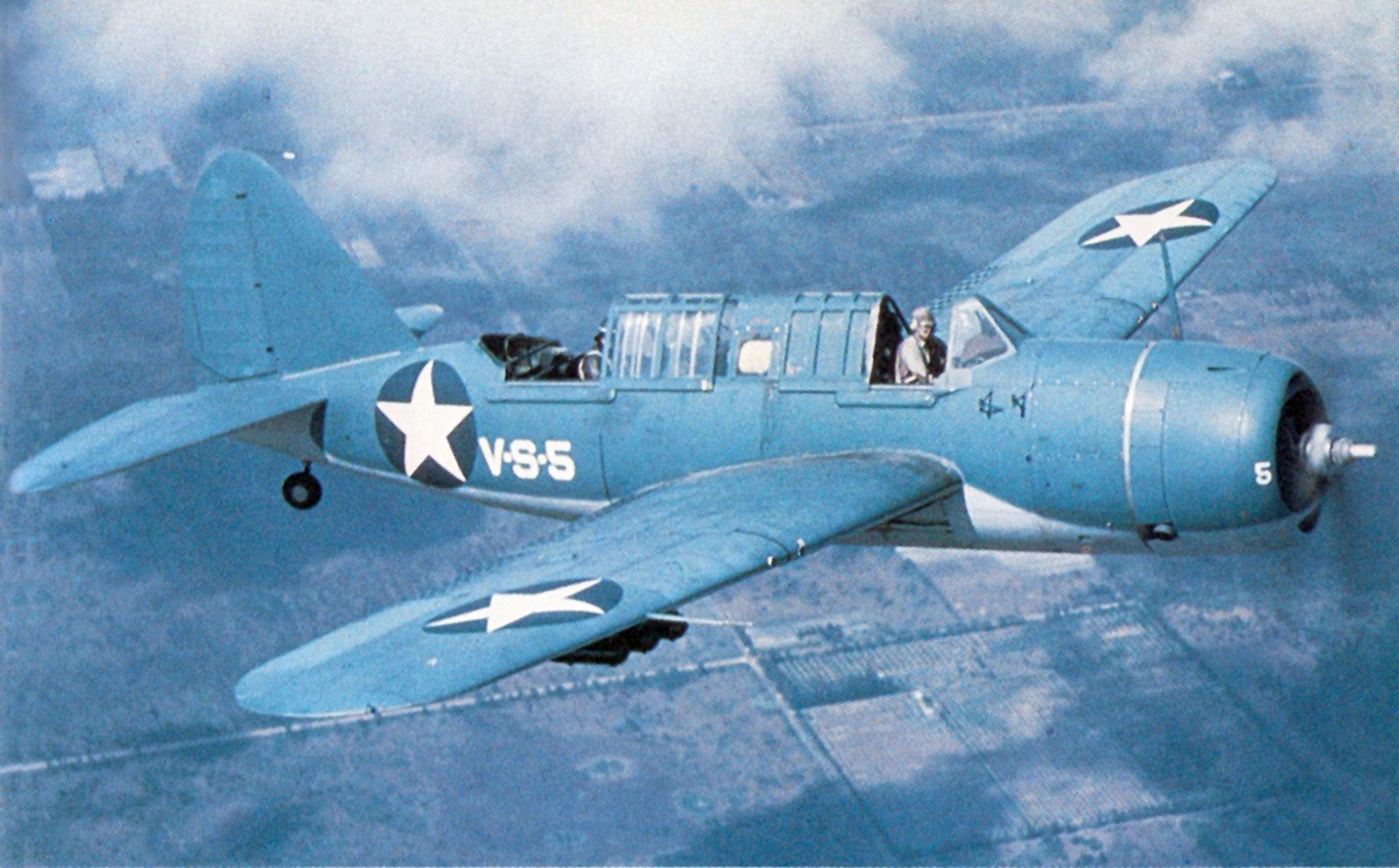
Brewster SB2A Buccaneer

Firma rozpoczęła swoją działalność będąc częścią koncernu Brewster & Co. zajmującego się handlem częściami do samochodów i samolotów. W 1932 roku inżynier lotniczy James Work odkupił za 30 000 dolarów część odpowiedzialną za produkcje lotniczą i rozpoczął budowę pływaków do łodzi latających i części skrzydeł. Głównym odbiorcą wyrobów firmy był Grumman Aircraft Engineering Corporation. Współpraca pomiędzy obydwiema firmami układała się na tyle dobrze, że wkrótce rozpoczęto licencyjną produkcję samolotów Grumman FF. Ambicje firmy sięgały jednak dużo dalej i wraz z zatrudnieniem na stanowisku głównego inżyniera Daytona T. Browna rozpoczęto projektowanie własnej maszyny. Efektem prac był pokładowy samolot zwiadowczo-bombowych Brewster SBN, który po raz pierwszy wzbił się w powietrze w 1936 roku. Maszyna była na tyle udana, że United States Navy zdecydowała się zamówić 30 egzemplarzy samolotu. Niestety pomimo zapewnień wytwórcy nie był on w stanie uruchomić produkcji seryjnej we własnych zakładach dlatego budowę seryjnych maszyn zlecono wytwórni Naval Aircraft Factory w Filadelfii. Z powodu opóźnień w produkcji samolot nigdy nie został użyty bojowo. W 1936 roku firma przystąpiła do konkursu na nowy, jednopłatowy i jednomiejscowy myśliwiec pokładowy. Efektem prac inżynierów wytwórni był samolot Brewster F2A Buffalo. F2A okazał się na tyle udanym projektem, że został uznany za samolot najlepiej spełniający wymagania marynarki. W pobitym polu pozostawił m.in. maszynę Grummana, wczesną wersję (dwupłatową) myśliwca Grumman F4F Wildcat – XF4F-2.
Za uruchomienie produkcji seryjnej, 54 egzemplarzy zamówionych przez US Navy odpowiedzialne miały być macierzyste zakłady na Brooklynie. Niestety i tym razem firma miała poważne opóźnienia w produkcji czego efektem było zerwanie przez marynarkę kontraktu (a nowym myśliwcem pokładowym marynarki został zmodernizowany Wildcat). F2A znalazł nabywców w Finlandii, Belgii (nie zdążyła odebrać swoich samolotów przed upadkiem po zajęciu kraju przez Niemcy), Holandii i Wielkiej Brytanii. 17 czerwca 1941 roku w powietrze wzbił się kolejny samolot zwiadowczo-bombowy zaprojektowany dla US Navy, Brewster SB2A Buccaneer. Były to maszyny zbudowane w największej ilości przez Brewster Aeronautical ze wszystkich zbudowanych przez wytwórnie. Poza Stanami Zjednoczonymi, w ramach umowy Lend-Lease samoloty trafiły również do Wielkiej Brytanii. W 1941 roku wytwórnia przeniosła swoje zakłady do Warminster Township w Pensylwanii.
W tym okresie firmę zaczęły trapić problemy finansowe. Zatrudnieni przez Jamesa Worka menedżerowie, bracia Alfred i Ignacio Miranda okazali się oszustami, defraudującymi fundusze firmy i sprzedającymi nielegalnie broń. Wytwórnia miała również permanentne kłopoty z jakością swoich produktów. Będąc młodą firmą zatrudniała ludzi niemających doświadczenia przy seryjnym montażu samolotów. Efektem były stracone szanse jakimi były samoloty SBN i F2A. Gotowe samoloty również pozostawiały wiele do życzenia. Maszyny trapiły nieustanne usterki związane z jakością prac wytwórcy. Ostatnim samolotem mającym wyprowadzić firmę na prostą był bombowiec nurkujący XA-32. 6 września 1941 roku US Navy ogłosiło wymagania techniczne na nowy samolot. Niestety z powodu opóźnień, problemów finansowych i zwyczajnego bałaganu panującego w zakładach, gotowy prototyp wzbił się po raz pierwszy w powietrze dopiero 22 maja 1943 roku. Na nieszczęście dla wytwórni samolot okazał się całkowitą porażką. Osiągi samolotu okazały się być dużo poniżej oczekiwań a sama konstrukcja miała wady konstrukcyjne uniemożliwiające jej bezpieczne i efektywne użytkowanie. W takiej sytuacji marynarka wycofała się z dalszego finansowania projektu. Ostatnią deską ratunku miał być dla Brewstera zatrudniony na stanowisku prezesa, rekomendowany przez marynarkę George Chapline. Przy braku własnych konstrukcji planowano uruchomić seryjną produkcję samolotu Vought F4U Corsair. Na początku 1942 roku kontrolę nad firmą odzyskał jej założyciel James Work. Niestety wierzyciele firmy zażądali zwrotu sięgającego 10 mln dolarów długu. Była to suma nie do udźwignięcia dla wytwórni. Całkowite załamanie finansów firmy doprowadziło do wprowadzenia zarządu komisarycznego w wytwórni. W 1944 roku firma przestała praktycznie funkcjonować a 5 kwietnia 1946 roku podjęto decyzję o likwidacji Brewster Aeronautical Corporation.